# いかるがパークウェイ
いかるがパークウェイは奈良県生駒郡斑鳩町内を東西に横断する延長4.7kmの国道25号のバイパス道路である。

## 概要
- 起点：奈良県生駒郡斑鳩町幸前（国道25号交点）
- 終点：奈良県生駒郡斑鳩町龍田（三室交差点、国道25号・奈良県道236号信貴山線交点）
- 延長：4.7km
- 設計速度：60km/h
- 車線数：全線2車線
- 車線幅員：3.25m
- 道路規格：第4種1級

## 沿革

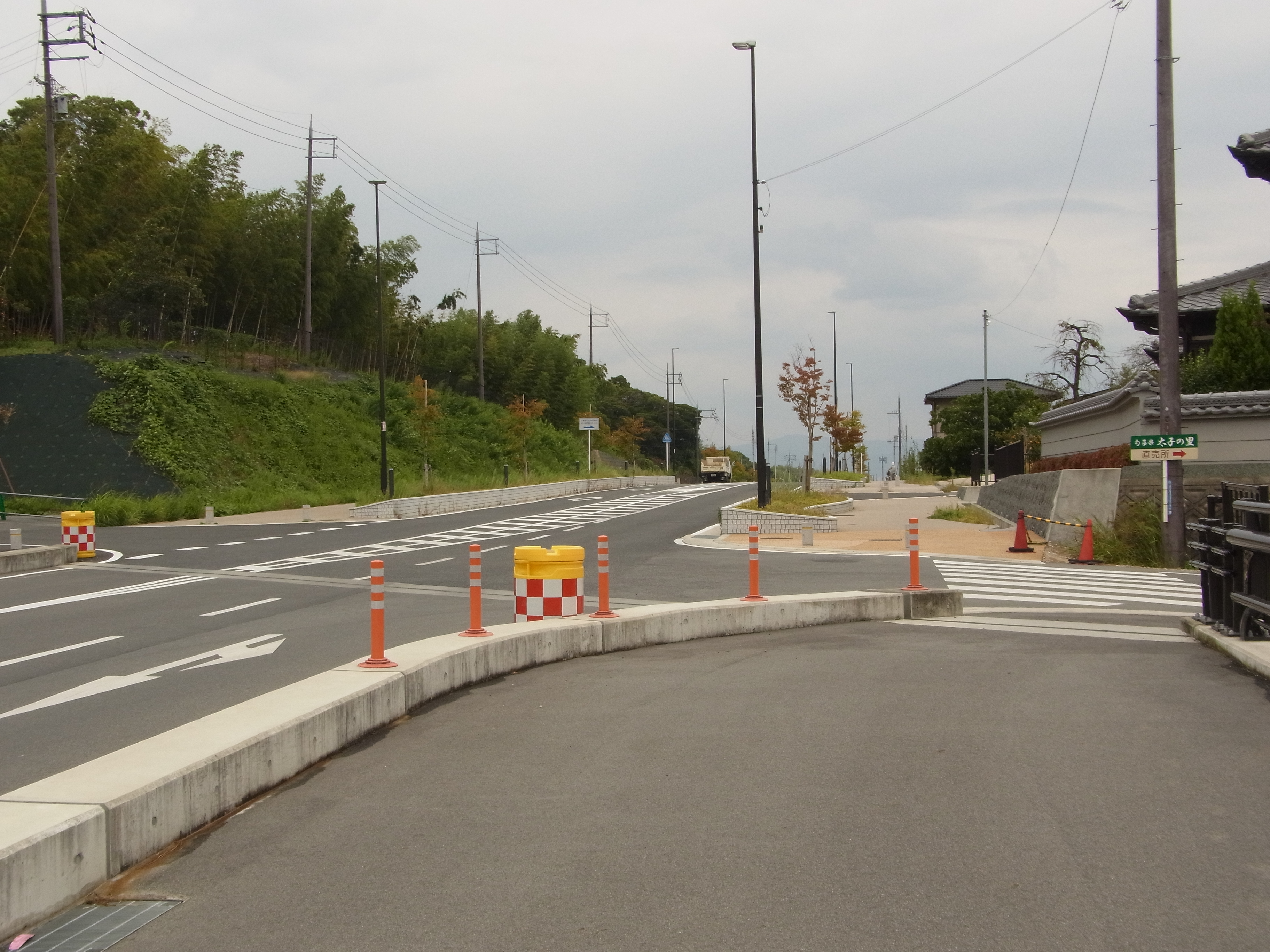
いかるがパークウェイ（斑鳩町稲葉車瀬）

- 1972年度：「斑鳩バイパス」として事業化。
- 1979年度：国・奈良県・斑鳩町による三者協議会が発足。
- 1997年度：いかるがパークウェイとして用地買収に着手。
- 2000年度：モデル地区の工事着手。
- 2001年4月1日：いかるがパークウェイ推進協議会が発足
- 2003年3月3日：斑鳩町小吉田地内においてモデル区間(0.4km)が開通、併用開始。
- 2014年3月30日：斑鳩町小吉田～稲葉西間(0.7km)が開通。[1]
- 2019年12月1日：斑鳩町稲葉西～龍田（三室交差点）間が暫定開通。[2]
- 2020年8月1日：三室交差点の改良工事が完了し、斑鳩町稲葉西～龍田が開通。[3]

## 接続道路
- 国道25号
- 奈良県道5号大和高田斑鳩線
- 奈良県道109号天理斑鳩線
- 奈良県道236号信貴山線